# Аввакумов, Валентин Александрович
Валенти́н Алекса́ндрович Авваку́мов (род. 9 октября 1959, Ленинград) — российский тубист и музыкальный педагог, солист ЗКР АСО Санкт-Петербургской филармонии, симфонического оркестра Мариинского театра, оркестра «Санкт-Петербург Камерата» и оперной студии Ленинградской консерватории, участник брасс-квинтета «Русский Брасс», доцент Санкт-Петербургской консерватории, ССМШ имени Н. А. Римского-Корсакова и музыкального училища имени М. П. Мусоргского, лауреат всероссийских и международных конкурсов.

## Награды, звания
- Дипломант Всесоюзного конкурса исполнителей на медных духовых и ударных инструментах (Таллин, 1980)
- Лауреат II премия Всероссийского конкурса музыкантов-исполнителей на медных духовых инструментах (Саратов, 1983)
- Лауреат III премия Всесоюзного конкурса музыкантов-исполнителей на медных духовых инструментах (Алма-Ата, 1984)
- Дипломант Международного инструментального конкурса ("Internationaler Instrumentalwettbewerb Markneukirchen", духовики, г. Маркнейкирхен, Германия, 1987)
- Лауреат I Всесоюзного конкурса брасс-квинтетов (1988)
- Лауреат международного конкурса брасс-квинтетов Филиппа Джонса (1989)
- Лауреат международного конкурса брасс-квинтетов, гран-при (г.Нарбон, Франция, 1990)

## Жюри конкурсов
- I Международный конкурс духовых и ударных инструментов имени Н.А. Римского-Корсакова, г. Санкт-Петербург, 2005 год - член жюри [3]
- I Всероссийский музыкальный конкурс по специальностям: «Духовые инструменты, ансамбли духовых инструментов», «Ударные инструменты», 2012 год, Москва, член жюри[4]
- II Всероссийский музыкальный конкурс по специальностям: «Духовые инструменты, ансамбли духовых инструментов», «Ударные инструменты», 2016 год, Москва - член жюри[5]
- Международный музыкальный конкурс "Bravissimo", Россия (дистанционный формат), 2020 - председатель жюри[6]

## Аудиозаписи
- Генри Перселл. Соната для 2-х труб и духовых инструментов до мажор и др. (J.Pachelbel, Д.Гендель, Габриэль, Ж.Бизе, Д.Гершвин, Д.Соуза) — Владимир Алешков, Константин Барышев (трубы), Андрей Антонов (валторна), Олег Гриценко (тромбон), Валентин Аввакумов (туба) на грампластинке «Духовой квинтет Эрмитажного театра», запись 1991 года, Мелодия:

## Дискография
- Kirov Brass Quintet Concert of Vagrant Musicians 1996 год
- Russian Brass (65:18, 320 kbps) PRS Records 1997 год PRS0015
- Brass Essence (72:36, 192 kbps) Unlimitet Classics 2004 год
- Evald: Brass Quintet No. 1-3 (50:05, 192 kbps) Cryston 2004 год
- Mussorgsky: Pictures at an Exhibition  (45:46, 192 kbps) Cryston 2004 год

## Видеофильмы
- Доцент СПб консерватории Валентин Аввакумов о своём учителе — солисте-тубисте ЗКР, профессоре СПб консерватории Валентине Галузине